# アシュラフ・カーンスーフ・ガウリー
アシュラフ・カーンスーフ・ガウリー（アラビア語：الأشرف قانصوه الغوري　転写：al-Ashraf Qānṣūh al-Ghaurī、? - 1516年8月24日）は、ブルジー・マムルーク朝の第24代君主（在位：1501年 - 1516年8月24日）。

## 生涯
1501年に即位したガウリーは斜陽の途にあったマムルーク朝を再建するため、弱体化して役立たずになっていたマムルークに代わってアビード（黒人奴隷）やズール（ヤクザ）などを徴兵してマムルーク軍団からの脱却を図った。また銃砲など新たな装備も行なったりして諸改革に着手した。
しかしマムルーク朝はすでに外圧に苦しめられていた。インド洋にはポルトガルやサファーヴィー朝の進出が行なわれ、オスマン朝もキリキアを支配下に置いてマムルーク領のシリア北部を脅かし出した。しかし財政的にも苦しかったマムルーク朝では有効な手立てを取れずにいた。
オスマン朝のセリム1世はマムルーク朝の衰退を見てシリア遠征を決意。ガウリーもこれを迎え撃つためシリアに進出した（マルジュ・ダービクの戦い）。兵力ではガウリーの方が優勢だったが、交戦中に味方の寝返りが起こって大敗。ガウリーは敗走中に戦死した。
この戦いでマムルーク軍は7万の兵力を失うという致命的な大敗を喫し、マムルーク朝は翌年にセリム1世によって滅ぼされた。